# Koshikijima no Toshidon

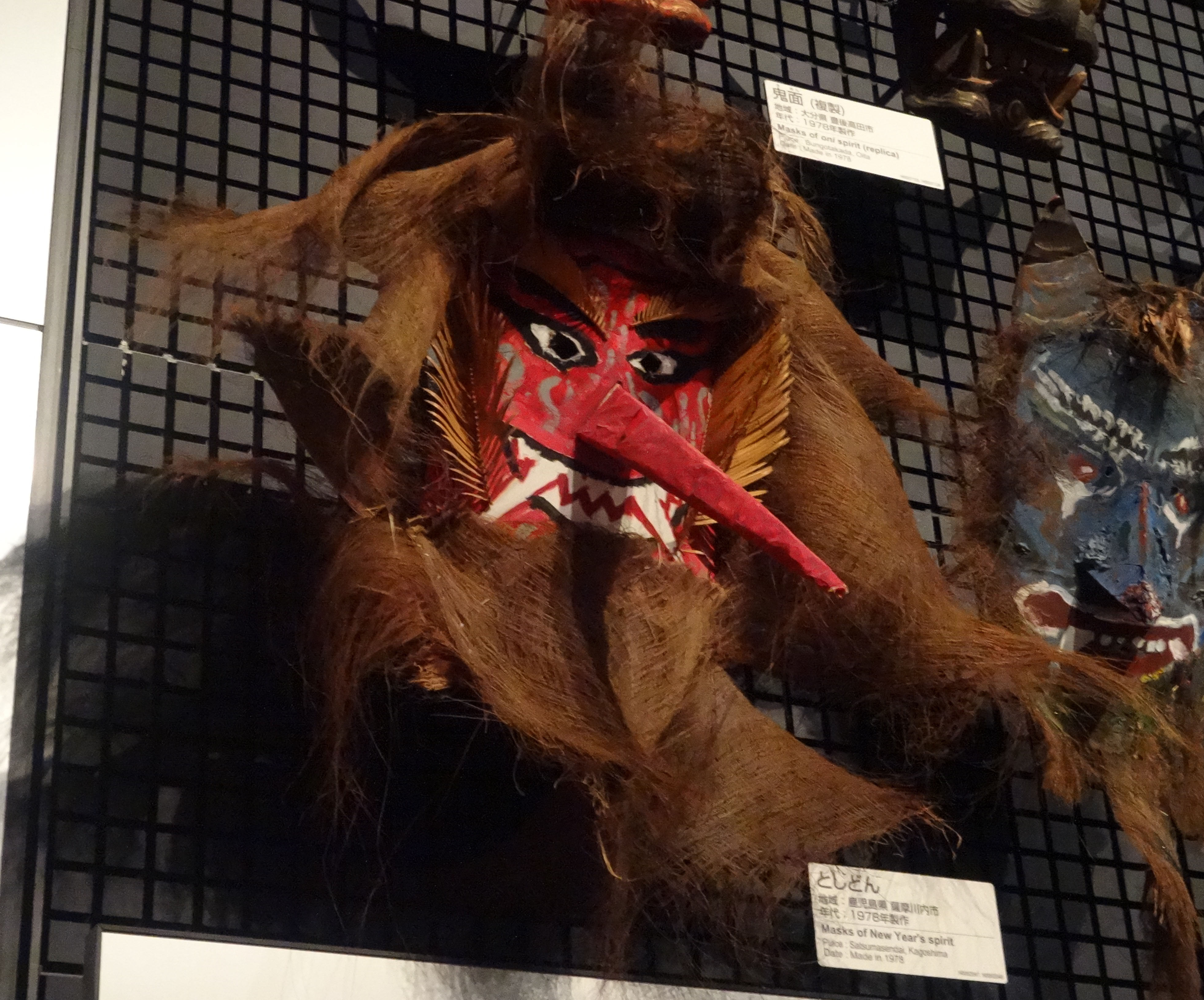
Masque de Toshidon, île de Shimokoshiki, Satsumasendai, préfecture de Kagoshima, Japon.

Le Koshikijima no Toshidon (甑島のトシドン) est une fête traditionnelle célébrée le 31 décembre au soir sur l’île de Shimo-Koshiki (administrativement dans la préfecture de Kagoshima, au Japon).
Des hommes déguisés en dieu Toshidon, portant des manteaux de paille et des masques monstrueux, frappent aux portes et aux murs des maisons. Ils font des remontrances aux enfants qui se sont mal conduits pendant l’année, puis leur offrent un gâteau de riz pour les protéger l’année à venir.
L'UNESCO a inscrit le Koshikijima no Toshidon sur la Liste représentative du patrimoine culturel immatériel de l’humanité en 2009, remplacé en 2018 par « Les Raiho-shin, visites rituelles de divinités masquées et costumées »